# Estenosis uretral
Las estenosis uretrales son procesos muy frecuentes secundarios a traumatismos (instrumentaciones, fuerzas externas, etc.) o a infecciones (uretritis), afectan primordialmente a los varones dada su longitud uretral y cursan con estrechamiento de la luz uretral secundario a un proceso cicatricial del cuerpo esponjoso (espongiofibrosis), de longitud y profundidad variable; pueden ser únicas o múltiples y afectar a cualquier segmento uretral.
Para su estudio, la técnica más empleada es la uretrografía retrógrada, que permite situar el punto de estenosis y su extensión, aunque no sirve para evaluar la espongiofibrosis. Para este propósito se ha empleado la ecografía con resultados variables. Para la evaluación de la uretra estenótica también se emplea la calibración uretral con bujías y la uretroscopia.
- Datos: Q1585753
- Multimedia: Urethral stricture / Q1585753